# Сержант Билко
«Сержант Билко» (англ. Sgt. Bilko) — американский художественный фильм в жанре комедии режиссёра Джонатана Линна со Стивом Мартином в главной роли, вышедший в 1996 году. Снят на основе телесериала «Шоу Фила Сильвера».

## Сюжет
Сержант Билко — главный в армейском автопарке части Форт Бекстер. Военная база должна заниматься новейшими военными технологиями, в том числе летающим танком. Вместо этого Билко разрабатывает многочисленные мошеннические схемы — от организации казино прямо на территории автопарка, до сдачи армейских машин в аренду частным лицам. Билко харизматичен и легко втирается в доверие к людям, благодаря чему его начальник, полковник Холл, не сообщает о его делишках.
На базу приезжает генеральный инспектор майор Торн. Официальная цель визита — проверка, с целью выяснить, не следует ли закрыть базу в условиях урезанного финансирования, однако Торн мечтает отомстить лично Билко: когда-то тому удалось подставить Торна так, что его собственное мошенничество приписали Торну, после чего последнего отправили в Гренландию в качестве наказания.
Когда-то бывший идеалистом Торн уже готов пользоваться грязными приёмами. Сначала он пытается увести у Билко невесту, Риту, которую тот уже больше десяти раз оставлял у алтаря. Рита устала ждать и даёт Билко 30 дней на то, чтобы он на ней женился. Также Торн крадёт систему прицеливания из летающего танка перед демонстрацией его работы, на которую приглашены высшие армейские чины. Билко удаётся создать видимость того, что танк действительно летает и стреляет точно в цель, после чего Торн публично обвиняет его в обмане. В пылу спора Торн заявляет, что выкрал систему прицеливания, а Билко уведомляет его о том, что его кража была записана на камеру. Торна снова отправляют в Гренландию.
После спасения части от закрытия Билко может заняться своей личной жизнью. Вечером 30-го дня Рита обнаруживает у себя под балконом рядовых из автопарка, которые хором поют её любимую песню. Затем из хора выходит Билко, который делает Рите предложение с брачной церемонией, уже назначенной на завтра. На следующий день Билко приходит в условленное место, но Риты там нет. Расстроенный Билко ждёт на ступеньках церкви, но через час опоздавшая Рита появляется у входа, и они всё-таки женятся.

## В главных ролях
- Стив Мартин — мастер-сержант Эрнест Дж. Билко
- Дэн Эйкройд — полковник Джон Т. Холл
- Фил Хартман — майор Колин Торн
- Гленн Хидли — Рита Роббинс
- Дэрил Митчелл — рядовой первого класса Уолли Холбрук
- Макс Каселла — специалист Дино Папарелли
- Эрик Эдвардс — рядовой Дуэйн Доберман
- Дэн Ферро — специалист Тони Моралес
- Джон Маршалл Джонс — сержант Хэншоу
- Брайан Лэкнер — рядовой первого класса Сэм Фендер
- Джон Ортис — специалист Луис Клементе
- Памела Эдлон — сержант Рекуэл Барбелла
- Митчелл Уитфилд — рядовой первого класса Мики Циммерман
- Остин Пендлетон — майор Эберсол
- Крис Рок — первый лейтенант Остер
- Кэти Силверс — первый лейтенант Мандей
- Стив Парк — капитан Мун
- Дебра Джо Рапп — миссис Холл
- Ричард Хэрд — генерал Теннисон

## Реакция
Фильм оценивают на 5,7/10 на сайте Internet Movie Database. Рейтинг Томатометра на Rotten Tomatoes — 32 %.
Фильм не окупил себя в прокате: бюджет — 39 млн.$, сборы от продажи билетов — 37,9 млн.$